# Chercheuses d'or de 1933
Pour plus de détails, voir Fiche technique et Distribution.

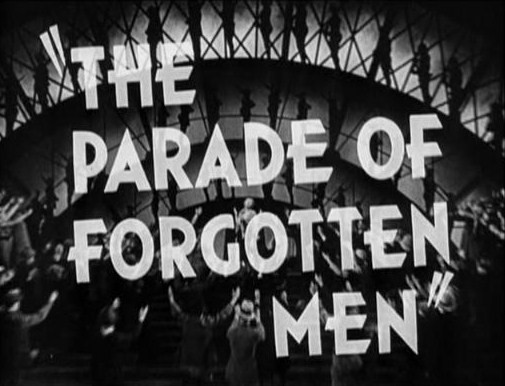

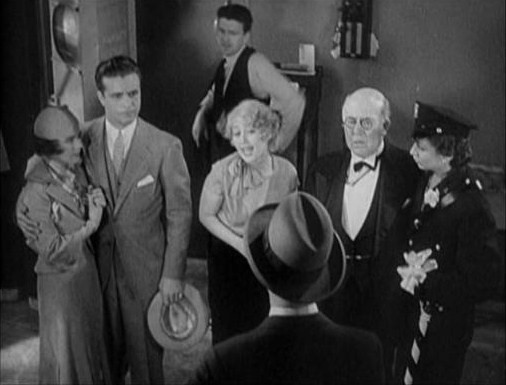
Ruby Keeler, Dick Powell, Joan Blondell, Guy Kibbee et Aline MacMahon

Chercheuses d'or de 1933 (titre original : Gold Diggers of 1933) est un film musical américain réalisé par Mervyn LeRoy, sorti en 1933.

## Synopsis
Les « chercheuses d'or » (gold diggers) du titre sont quatre artistes de music-hall débutantes : Polly l'ingénue (Ruby Keeler), Carol la chanteuse réaliste (Joan Blondell), Trixie la comique (Aline MacMahon) et Fay la vamp (Ginger Rogers).
Le film débute par une scène où l'on assiste aux répétitions d'un spectacle de music-hall, mais des créanciers du producteur surgissent tout d'un coup et provoquent l'annulation pure et simple de tout le show à cause de factures impayées…
Dans un appartement peu luxueux, partagé par trois des quatre artistes (Polly, Carol et Trixie), le producteur Barney Hopkins (Ned Sparks) surgit, désespéré : il a tout ce qu'il faut pour monter un spectacle exceptionnel, sauf l'argent. Par hasard, il entend Brad Roberts (Dick Powell) jouer du piano ; il s'agit du voisin des trois filles et c'est également le petit ami de Polly. Brad est un auteur-compositeur-interprète brillant. Non seulement il a écrit la musique d'un spectacle, mais en plus il se propose d'offrir à Hopkins une somme de 15 000 dollars en liquide pour financer la production. Tout le monde pense qu'il plaisante, mais il insiste sur le fait que son offre est sérieuse – il financera le spectacle, à condition cependant de ne pas devoir lui-même apparaître dans celui-ci, malgré son talent et sa voix.
Contre toute attente, Brad parvient à fournir l'argent promis, et le spectacle peut commencer à être monté. Les filles, cependant, soupçonnent leur généreux voisin d'être quelque malfaiteur, vu ses cachotteries concernant son passé et son refus suspect d'apparaître sur scène, bien qu'il possède de toute évidence plus de talent que le « jeune premier » vieillissant qui a été engagé pour tenir le premier rôle. Cependant, Brad est le fils d'un millionnaire et sa famille refuse qu'il soit associé au monde du music-hall. Le soir de la première, afin de sauver le spectacle dans lequel le vieux jeune premier ne peut jouer à cause d'un lumbago, Brad finit par accepter d'endosser le rôle principal.
Le spectacle est un succès, mais il y a un revers à la médaille. Le frère de Brad, J. Lawrence Bradford (Warren William), ainsi que l'avocat de la famille, Fanuel H. Peabody (Guy Kibbee), découvrent ce à quoi Brad consacre son temps. Ils débarquent alors tous deux à New York avec la ferme intention de l'empêcher de se laisser séduire par l'une ou l'autre de ces gold diggers (« chercheuses d'or ») et de briser l'idylle entre Brad et Polly.
Heureusement pour le couple de tourtereaux, Lawrence confond Carol avec Polly, et ses tentatives maladroites pour dissuader la chanteuse « bon marché et vulgaire » d'épouser Brad, en offrant à celle-ci de l'argent irrite Polly à tel point qu'elle décide de ne pas le détromper quant à sa véritable identité et de lui jouer un bon tour. Dans le même temps, Trixie prend pour cible « Fanny », l'avocat, en qui elle voit le parfait pigeon roulant sur l'or, tout prêt à se laisser berner, et surtout délester.
Mais ce qui avait commencé par des manigances vengeresses et intéressées se transforme petit à petit et, quand tout s'éclaircit, Carol et Lawrence sont épris l'un de l'autre. Quant à Trixie, elle prend Fanuel pour époux. Dès lors, Brad est libre de se marier avec Polly. Toutes les « chercheuses d'or », Fay exceptée, finissent mariées à un homme riche.

## Les numéros musicaux
Le film contient en tout quatre séquences chantées et dansées conçues, mises en scène et chorégraphiées par Busby Berkeley. Toutes les chansons ont été écrites par Harry Warren et Al Dubin.
- We're in the Money est chanté par Ginger Rogers accompagnée par un chœur de filles court-vêtues qui dansent avec des pièces de monnaie géantes. Rogers chante un couplet en pig latin. La chanson sera des années plus tard reprise comme l'indicatif du tandem comique Bennett & Hudson. La séquence du film fut reprise par Arthur Penn dans Bonnie and Clyde en 1967.
- Pettin' in the Park est chanté par Ruby Keeler et Dick Powell. La séquence inclut un numéro de claquettes par Keeler et un passage surréaliste dans lequel l'acteur de petite taille Billy Barty joue un bébé qui s'échappe de sa poussette. Pendant le numéro, des femmes sont surprises par une averse et vont s'abriter derrière un gigantesque écran qui est éclairé par derrière et à travers lequel on les voit, en ombres chinoises, se débarrasser de leurs vêtements mouillés. Elles ressortent vêtues de robes métalliques, ce qui contrarie les tentatives des hommes pour les déshabiller, jusqu'à ce que le bébé joué par Barty donne à Dick Powell un ouvre-boîte. Ce numéro était à l'origine destiné à servir de final au film[1].
- The Shadow Waltz est également chanté par Powell et Keeler. On peut y voir danser Keeler, Rogers, et un grand nombre de femmes qui jouent toutes d'un violon en tube néon. À un moment donné, les lumières s'éteignent et seuls les violons sont visibles. Berkeley eut l'idée de cette scène après avoir vu un passage dans un spectacle de music-hall — l'idée des néons sur les violons est venue ultérieurement.
Pour l'anecdote, au moment où le numéro était filmé, un tremblement de terre frappa la ville de Burbank : « [il] causa une coupure de courant et causa un court-circuit dans certains des violons dansants. Berkeley fut presque projeté à bas de la grue de la caméra ; après s'être maintenu accroché par une main, il parvint à remonter. Il hurla aux filles, qui pour la plupart se trouvaient sur une plateforme située à 30 pieds (9,1 mètres) de haut, de s'asseoir jusqu'à ce que des techniciens parviennent à ouvrir les portes de la salle de tournage et qu'ainsi un peu de lumière puisse entrer[2]. »
- Remember My Forgotten Man (Qu'avez-vous fait de mon amant ? en français) est chanté par Joan Blondell et Etta Moten (en) et montre des scènes influencées par l'expressionnisme allemand et constituant une évocation réaliste de la misère vécue durant la Dépression. Berkeley fut inspiré par la marche des vétérans de mai 1932 à Washington, D.C. Lorsque le numéro fut terminé, Jack Warner et Darryl F. Zanuck — qui étaient à la tête du studio de production — furent si impressionnés qu'ils exigèrent à ce qu'il figure à la fin du film et vienne ainsi remplacer Pettin' in the Park.

Un autre numéro était prévu, mais son tournage n'eut finalement pas lieu, qui devait être construit autour de la chanson I've Got to Sing a Torch Song chantée par Ginger Rogers. La chanson figure cependant dans le film, mais elle est simplement chantée par Powell s'accompagnant au piano.

## Fiche technique
- Titre : Chercheuses d'or de 1933
- Titre original : Gold Diggers of 1933
- Réalisation : Mervyn LeRoy
- Scénario : Erwin S. Gelsey et James Seymour, d'après la pièce de Avery Hopwood
- Dialogues : David Boehm et Ben Markson
- Production : Robert Lord, Jack Warner
- Société de production : Warner Bros. Pictures
- Lyrics : Al Dubin et Harry Warren
- Directeur musical : Leo F. Forbstein
- Chorégraphie : Busby Berkeley
- Images : Sol Polito
- Montage : George Amy
- Direction artistique : Anton Grot
- Costumes : Orry-Kelly
- Pays de production :  États-Unis
- Format : Noir et blanc
- Genre : Film musical et comédie dramatique
- Durée : 96 minutes
- Dates de sortie :
  - États-Unis : 27 mai 1933
  - France : 22 septembre 1933

## Distribution

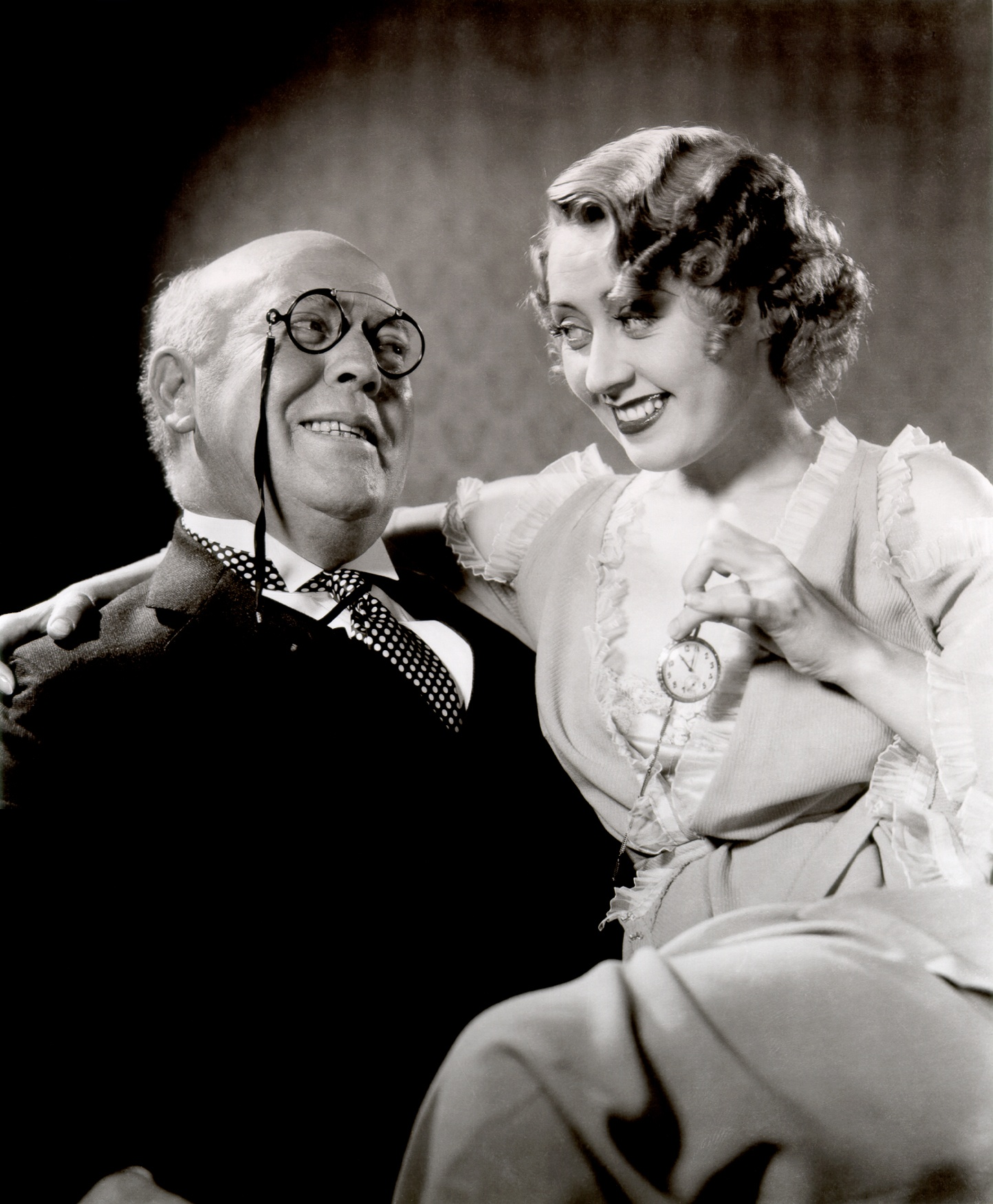
Joan Blondell et Guy Kibbee.

- Warren William : J. Lawrence Bradford
- Joan Blondell : Carol King
- Aline MacMahon : Trixie Lorraine
- Ruby Keeler : Polly Parker
- Dick Powell : Brad Roberts
- Guy Kibbee : Faneul H. Peabody
- Ned Sparks : Barney Hopkins
- Ginger Rogers : Fay Fortune

Acteurs non crédités
- Hobart Cavanaugh : Dog Salesman
- Ferdinand Gottschalk : Membre du club
- Fred Kelsey : Jones, détective
- Wallace MacDonald : Régisseur
- Charles C. Wilson : Détective adjoint

## Production
Le film devait à l'origine porter le titre High Life. Il fut produit pour un budget estimé à 433 000 dollars au studio Warner Bros. à Burbank en Californie.

### Casting
L'on pensa à George Brent pour jouer le rôle finalement attribué à Warren William. Les acteurs Sterling Holloway et Hobart Cavanaugh apparaissent dans de petits rôles, ainsi que le chorégraphe Busby Berkeley (il joue le rôle d'un avertisseur en coulisses qui crie : « Everybody on stage for the Forgotten Man number. »). Louise Beavers apparaît elle aussi dans le film.

## Récompenses et distinctions
En 1934, le film reçut une nomination pour l'Oscar du meilleur son, pour Nathan Levinson, chef ingénieur du son sur le film.
En 2003, Gold Diggers of 1933 (titre original de Chercheuses d'or de 1933) fut sélectionné pour figurer dans le National Film Registry (qui reprend à l'heure actuelle moins de 500 titres de films dans toute l'histoire du cinéma américain) par la Library of Congress comme étant « significatif culturellement, historiquement ou esthétiquement ».

## Contexte et analyse
L'histoire est basée sur la pièce The Gold Diggers d'Avery Hopwood qui fut jouée durant 282 représentations à Broadway en 1919 et 1920. La pièce fit l'objet d'une première adaptation au cinéma en 1923, version muette réalisée par David Belasco, qui avait déjà produit la pièce à Broadway ; le film s'appelle The Gold Diggers et a pour vedettes principales Hope Hampton (en) et Wyndham Standing. Une deuxième version du film, parlante, sortit en 1929, mise en scène par Roy Del Ruth : Gold Diggers of Broadway, avec Nancy Welford (en) et Conway Tearle, qui fut le plus grand succès au box office l'année de sa sortie. Quant à Gold Diggers of 1933 (le présent Chercheuses d'or de 1933), il fut également l'un des plus gros succès commerciaux de 1933.

## Galerie

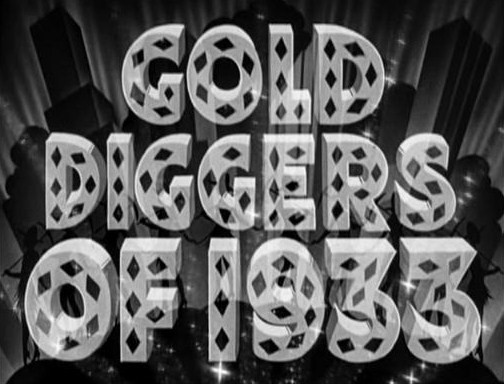
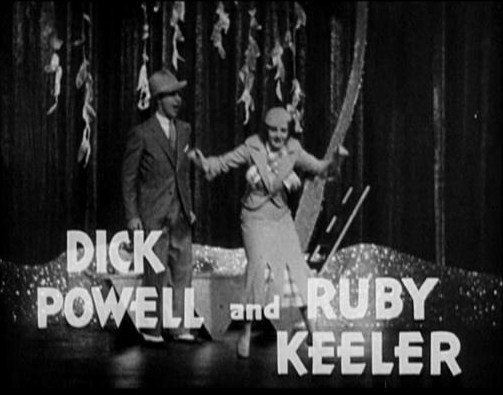
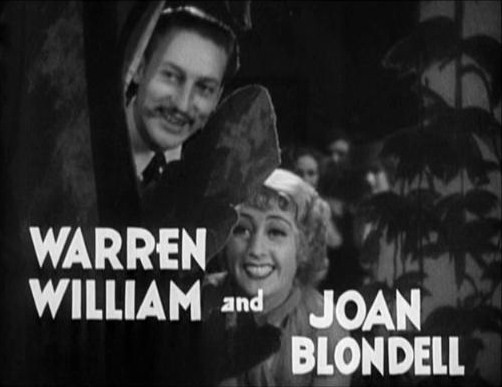
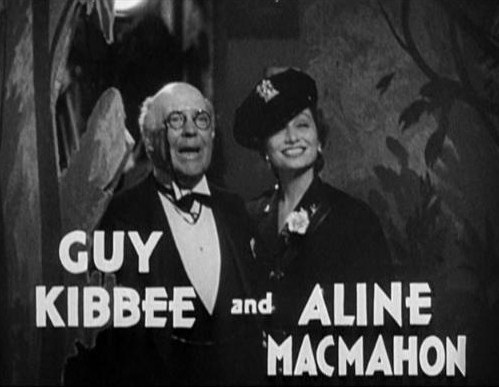
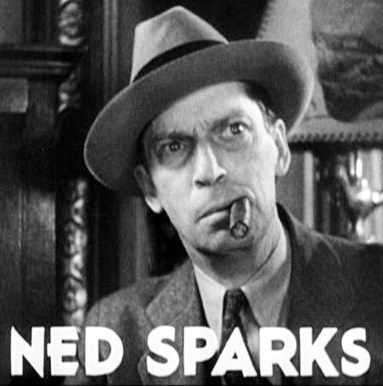
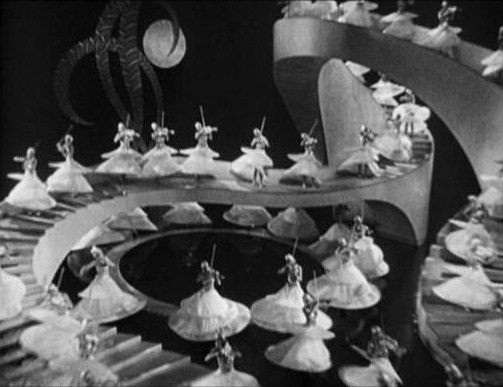
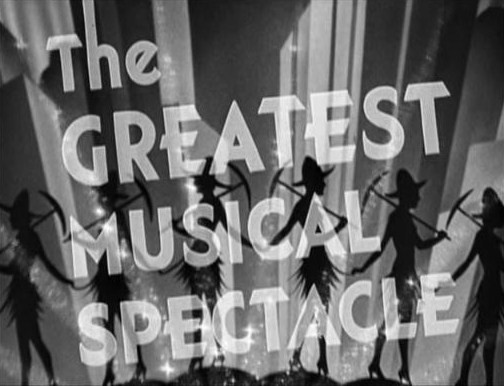

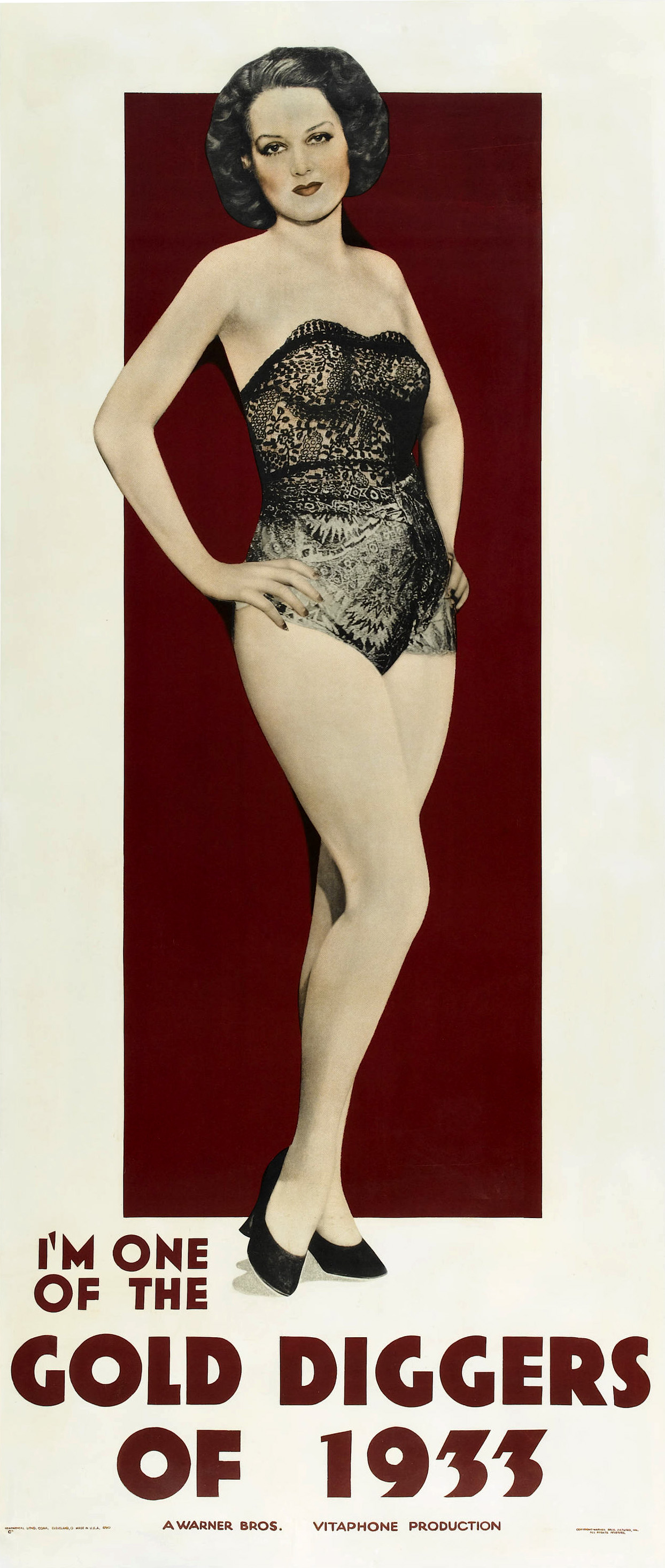
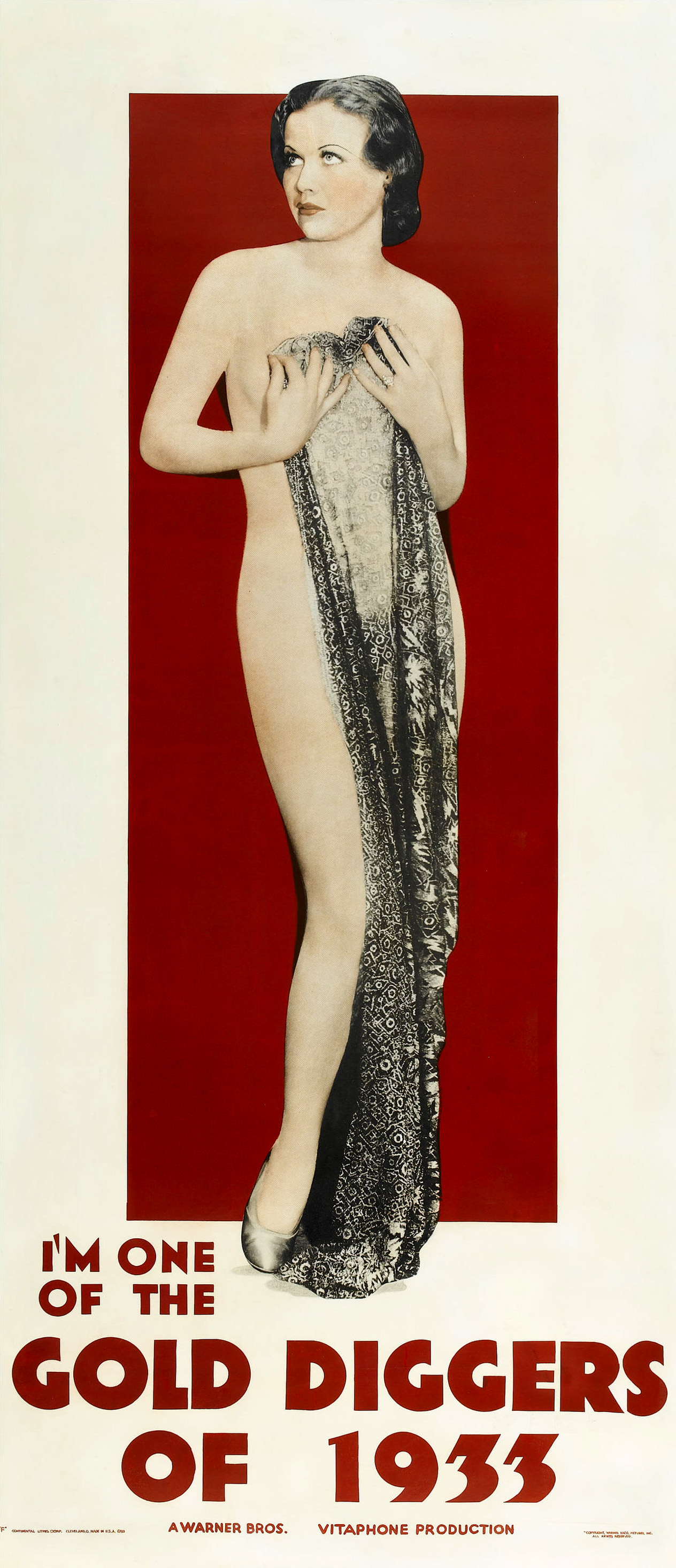
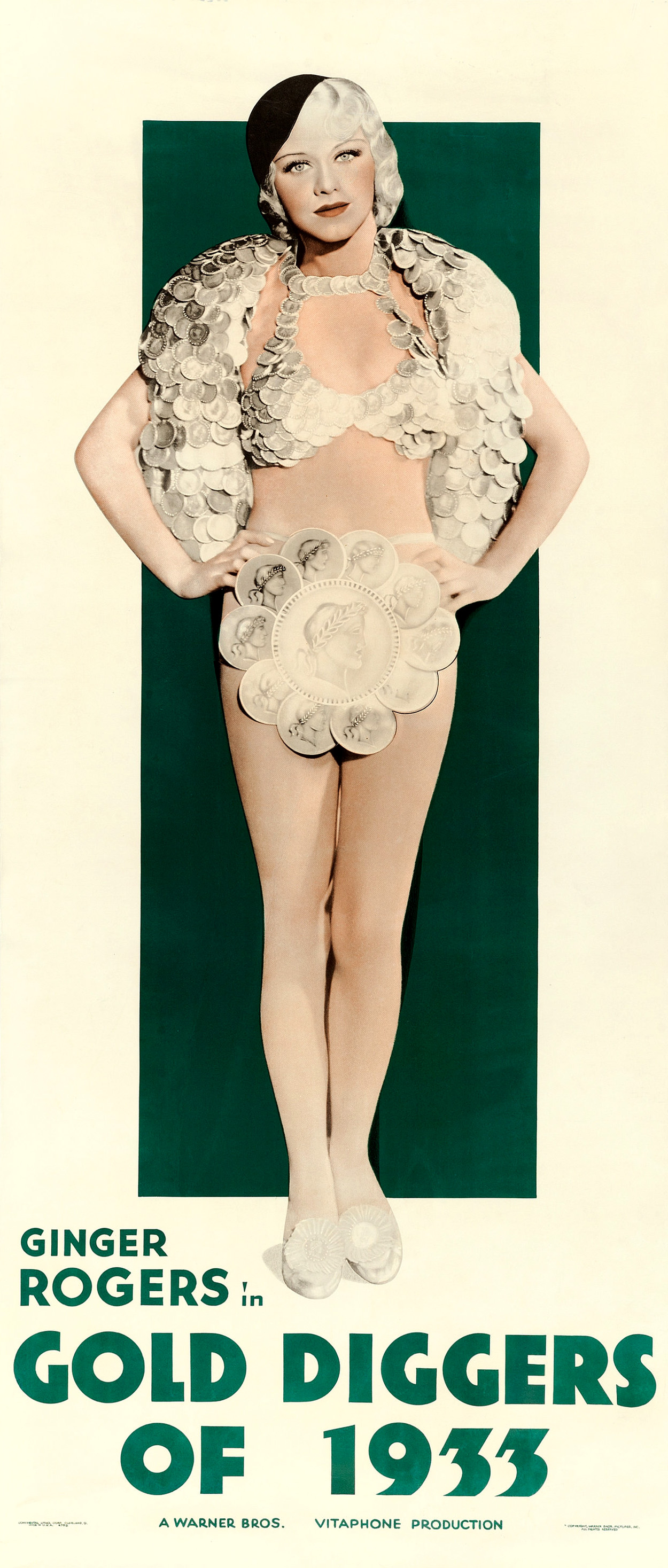